# Kościół Narodzenia Najświętszej Maryi Panny w Dobrkowie
Kościół pw. Narodzenia Najświętszej Maryi Panny w Dobrkowie − zabytkowy, murowano-drewniany kościół parafialny we wsi Dobrków w województwie podkarpackim.

## Historia
Parafia w Dobrkowie powstała w 2. połowie XIV wieku z fundacji ówczesnych właścicieli wsi, Borysława i Andrzeja herbu Topór. W połowie XVI wieku, po przyjęciu przez kolejnych dziedziców, Koniecpolskich herbu Pobóg, arianizmu, na miejscu dotychczasowego, drewnianego kościoła stanął murowany zbór braci polskich, uposażony przez Jana Koniecpolskiego.
Po śmierci Mikołaja Koniecpolskiego w 1587 roku jego żona Katarzyna z Czyżowskich i synowie, którzy przeszli na katolicyzm, przekształcili budynek zboru w kościół parafialny. Do murowanej części, która została przeznaczona na prezbiterium, dobudowano w XVII wieku drewnianą nawę i zakrystię (istnieją także świadectwa o istnieniu drewnianej części kościoła już w 1595 roku) a w kolejnym stuleciu wieżę od strony zachodniej i boczne kaplice.
Remont kościoła, połączony z podwyższeniem wieży i pokryciem dachu blachą, przeprowadzono w 1913 roku. Kolejny, podczas którego zbudowano nową wieżę, zachowując kształt poprzedniej, w latach 1957−1958.
Kościół, wraz z przykościelnym cmentarzem, został 27 listopada 1979 roku wpisany do rejestru zabytków pod numerem A-196.

## Architektura i wnętrze
Kościół parafialny w Dobrkowie jest murowano-drewnianą świątynią o renesansowym, zbudowanym z kamienia i cegły, zamkniętym ścianą prostą prezbiterium i drewnianej nawie konstrukcji zrębowej z dwiema bocznymi kaplicami i wieżą konstrukcji słupowej, mieszczącą w przyziemiu kruchtę. Do prezbiterium przylega zakrystia, nad którą znajduje się dawna loża kolatorska. Wieża nakryta jest ostrosłupowym hełmem nawiązującym do kształtu dachu wieży kościoła parafialnego w pobliskim Pilźnie. Prezbiterium i nawę nakrywa wspólny dwuspadowy dach o jednej kalenicy, kaplice dachy namiotowe a zakrystię pulpitowy.
Prezbiterium nakryte jest stropem płaskim, nawa stropem płaskim z zaskrzynieniami a kruchta pod wieżą stropem kasetonowym. W zakrystii i dawnej loży kolatorskiej znajdują się sklepienia krzyżowe. Wnętrze nawy pokryte jest secesyjną polichromią ornamentalną i figuralną pochodzącą z przełomu XIX i XX wieku. Polichromię ornamentalną w prezbiterium malował w 1926 roku Adolf Haj, który dokonał również renowacji malowideł w nawie, zaś polichromię na stropie pod wieżą, z motywami maryjnymi, w 1958 roku Stanisław Westwalewicz.
W polu głównym rokokowego ołtarza głównego z 2. połowy XVIII wieku znajduje się obraz Wniebowzięcia Najświętszej Maryi Panny autorstwa Walerego Eljasza-Radzikowskiego. Ponadto w kościele znajdują się dwa późnobarokowe ołtarze w kaplicach bocznych z XVIII wieku (w ołtarzu w kaplicy północnej umieszczona jest również późnobarokowa Grupa Ukrzyżowania) i dwa neobarokowe ołtarze boczne przy tęczy, późnobarokowa ambona i klasycystyczna chrzcielnica. W łuk tęczowy wprawiony jest barokowy krucyfiks.
Chór muzyczny z parapetem o falistej linii z wolutami i rocaillami pochodzi z XVIII wieku.